# Bruno (Nebraska)
Pour les articles homonymes, voir Bruno.
Bruno est un village du comté de Butler, dans l'État du Nebraska, aux États-Unis. En 2020, il comptait une population de 95 habitants.